# Исток (Орловский сельсовет)
Исток — деревня в Великоустюгском округе Вологодской области.
Входила в состав упразднённого Орловского сельского поселения, с точки зрения административно-территориального деления — в Орловский сельсовет.
Расстояние по автодороге до окружного центра Великого Устюга — 76 км, до территориального отдела в Чернево — 8 км. Ближайшие населённые пункты — Архангельская Мельница, Усть-Алексеево, Мармугино, Наволок.
По переписи 2002 года население — 1 человек, численность фактически проживающего населения на 2023 год — 0 человек.